# Aika Hakoyama
Aika Hakoyama –en japonés, 箱山 愛香, Hakoyama Aika– (Nagano, 27 de julio de 1991) es una deportista japonesa que compitió en natación sincronizada.
Participó en dos Juegos Olímpicos de Verano en los años 2012 y 2016, obteniendo una medalla de bronce en Río de Janeiro 2016 en la prueba de equipo. Ganó tres medallas de bronce en el Campeonato Mundial de Natación de 2015.

## Palmarés internacional
| Juegos Olímpicos   | Juegos Olímpicos        | Juegos Olímpicos  | Juegos Olímpicos  |
| Año                | Lugar                   | Medalla           | Prueba            |
| ------------------ | ----------------------- | ----------------- | ----------------- |
| 2016               | Río de Janeiro (Brasil) | Medalla de bronce | Equipo            |
| Campeonato Mundial |                         |                   |                   |
| Año                | Lugar                   | Medalla           | Prueba            |
| 2015               | Kazán (Rusia)           | Medalla de bronce | Equipo técnico    |
| 2015               | Kazán (Rusia)           | Medalla de bronce | Equipo libre      |
| 2015               | Kazán (Rusia)           | Medalla de bronce | Combinación libre |